# VLC media player
VLC media player – odtwarzacz multimedialny rozwijany przez VideoLAN, rozpowszechniany na licencji GPL, który może być także używany jako serwer w sieciach komputerowych o dużej przepustowości.
Wśród obsługiwanych formatów znajdują się: Ogg, MPEG, DivX, MP3 i inne. Może również odtwarzać filmy z płyt DVD oraz VCD. Za jego pomocą można też oglądać film wraz z napisami (także ze znakami polskimi). W 2012 roku podano, że program został ściągnięty ze swojej strony internetowej ponad miliard razy.
Twórcą programu jest Jean-Baptiste Kempf.

## Historia
W wersji 0.9.2 wprowadzono wiele zmian i nowy interfejs graficzny, oparty na bibliotece Qt (poprzedni wykorzystywał wxWidgets).
Od wersji 1.0.1 VLC potrafi dekodować dźwięk ze ścieżki Blu-ray Linear PCM lub Dolby Digital Plus.
W wersji 1.1.0 ulepszono dekodery Real Video (wersje 3.0 i 4.0), MIDI oraz WMA. Pojawiła się również możliwość obsługi formatów Dirac, MLP i RealVideo w kontenerach MKV oraz obsługa kodeku dźwiękowego AMR, wykorzystywanego głównie przez telefony komórkowe, które nagrywają pliki wideo w formacie 3gp. VLC posiada również obsługę cyfrowych tunerów telewizji satelitarnej, kablowej i nadziemnej. Dodano eksperymentalną obsługę nośników Blu-ray i materiałów AVCHD. Dołączony został dostęp do serwera mediów strumieniowych Icecast i popularna wtyczka wizualizacji MilkDrop.
W wersji 3.0 wprowadzono m.in. obsługę odtwarzania filmów w trybie 10-bitowym oraz HDR, wsparcie dla rozdzielczości 4K i 8K, obsługę dźwięku 3D i filmów sferycznych. Dodano funkcję przesyłania filmów do urządzeń wspierających Chromecast.

## Wspierane systemy operacyjne
Program VLC media player jest dostępny na następujące systemy operacyjne: Windows, macOS, Linux, BSD, Chrome OS, QNX oraz OS/2. Dostępne są również wersje na mobilne systemy operacyjne iOS, Android oraz Windows Phone. Wspierane są urządzenia Xbox One oraz Apple TV.

## Zastosowanie
- odtwarzanie plików multimedialnych[6]
- odtwarzanie plików niekompletnych lub uszkodzonych
- odtwarzanie strumieni audio/video (RTP, RTSP, UDP, HTTP, MMS, MMSH (MMS przez HTTP))
- konwersja do dowolnego obsługiwanego formatu oraz obróbka plików lub strumieni (poprzez moduł transcode)
- rozdzielanie ścieżki audio i wideo
- serwer wideo na życzenie
- serwer proxy dla strumieni audio/video